# Симмонс, Чарлз (писатель)
Чарлз Симмонс (англ. Charles Simmons; 1924 — 1 июня 2017) — американский писатель, редактор, обозреватель.
На протяжении многих лет работал редактором и обозревателем в еженедельном приложении «Нью-Йорк Таймс» The New York Times Sunday Book Review. Опубликовал сборник статей о современной американской прозе «Созидательное настоящее» (англ. The Creative Present; 1969, в соавторстве с Ноной Балакян).
Дебютировал как прозаик в 1964 году романом «Яичный порошок» (англ. Powdered Eggs), удостоенным Премии Фонда Фолкнера за лучшую дебютную книгу. Среди последующих книг Симмонса выделяется роман «Солёная вода» (англ. Salt Water; 1998), представляющий собой вариацию на тему повести И. С. Тургенева «Первая любовь», — критика отмечала свежесть 16-летнего главного героя и плотный ритм повествования, сетуя, однако, на избыток стереотипов в сюжетостроении.
Книги Симмонса переведены на немецкий и итальянский языки.